# Euphorbia cuneifolia
Euphorbia cuneifolia är en törelväxtart som beskrevs av Giovanni Gussone. Euphorbia cuneifolia ingår i släktet törlar, och familjen törelväxter. IUCN kategoriserar arten globalt som livskraftig. Inga underarter finns listade i Catalogue of Life.